# Oriopsis taltalensis
Oriopsis taltalensis är en ringmaskart som beskrevs av Hartmann-Schröder 1962. Oriopsis taltalensis ingår i släktet Oriopsis och familjen Sabellidae. Inga underarter finns listade i Catalogue of Life.